# بابلو كوريا
بابلو كوريا (14 مارس 1967 في الأوروغواي - ) (بالفرنسية: Pablo Correa)‏ هو مدرب كرة قدم ولاعب كرة قدم أوروغواني وفرنسي في مركز الهجوم. لعب مع بنيارول وديفينسور سبورتينغ ومونتيفيديو واندررز ونادي سان لورينزو ونادي نانسي وناسيونال مونتيفيديو ونادي رينتيستاس.

## وصلات خارجية
- بابلو كوريا على موقع رابطة كرة القدم الفرنسية للمحترفين (الإنجليزية)
- بابلو كوريا على موقع قاعدة بيانات كرة القدم.إي يو (الإنجليزية)
- بابلو كوريا على موقع ليكيب (الفرنسية)